# Nuvola (personaggio)
Nuvola (Cloud) è un personaggio dell'universo Marvel Comics creato da J.M. DeMatteis e Don Perlin nel 1983. È apparso per la prima volta in Defenders (Vol. 1) n. 123 del 1983 ed è diventata nota per aver preso parte al gruppo di supereroi dei Difensori.

## Biografia del personaggio

### Origini
Nuvola è una nebulosa spaziale dotata di senzienza. Quando, ad un certo punto della sua esistenza, si rende conto della progressiva sparizione delle stelle circostanti, inizia a provare paura. Le sue emozioni attraggono l'essenza del Cubo Cosmico, il quale le suggerisce di cercare aiuto sulla Terra.
Giunta sul pianeta azzurro, Nuvola incontra due fidanzati, Carol Faber e Danny Milligan, provocando inavvertitamente un incidente d'auto e la morte dei due giovani. Nel tentativo di curarli, Nuvola assorbe le sembianze di Carol, perdendo, però, la memoria. In questo stato viene trovata e presa in custodia dall'Impero Segreto, deciso a sfruttare i suoi poteri per scopi malvagi. In questo periodo, stringe una forte amicizia con l'agente Seraph (Sonya Tolsky).
L'incontro tra Nuvola e la sua futura squadra, i Nuovi Difensori, avviene in occasione di una missione dell'Impero, il cui obiettivo è il rapimento del sintezoide Visione. Durante lo scontro, Nuvola prova rimorso per le sue azioni e tradisce l'Impero Segreto; poco tempo dopo, decide di unirsi alla squadra di supereroi.

### Nuovi Difensori
Unitasi ai ranghi dei Difensori, Nuvola e Dragoluna finiscono per innamorarsi. Per questo motivo, la ragazza si trasforma gradualmente nella sua forma maschile, quella di Danny Milligan, ed inizia una breve relazione con l'eroina di Titano. Poco tempo dopo, Nuvola recupera i ricordi perduti ed i compagni l'accompagnano in un viaggio nel cosmo alla riscoperta delle sue origini. Nuvola apprende che la sparizione delle stelle, causa scatenante della sua trasformazione, era stata provocata dal Ladro di Stelle (Star-Thief), proiezione mentale di una bambina aliena momentaneamente cieca. Una volta guarita la piccola, il Ladro scompare, restituendo le stelle al proprio posto. Compiuta la missione, Nuvola abbandona i suoi compagni, tornando a solcare il cosmo.
Anni dopo, in uno scontro contro Attuma, Dottor Strange evoca la forma umana di Nuvola ed altri Difensori per vincere l'avversario di Atlantide.